# ميخائيل أولمرت (كاتب)
ميخائيل أولمرت (بالإنجليزية: Michael Olmert)‏ هو كاتب أمريكي، ولد في 1940.

## وصلات خارجية
- مايكل أولمرت على موقع IMDb (الإنجليزية)
- مايكل أولمرت على موقع قاعدة بيانات الفيلم (الإنجليزية)